# Inconformidade de gênero
Inconformidade, inconformância, não-conformidade, não-conformância, desconformismo, desconformidade, variância, variabilidade ou variação de gênero (português brasileiro) ou género (português europeu) é o comportamento ou expressão de gênero que difere das normas de gênero. Pessoas que apresentam inconformidade de gênero podem ser chamadas de variantes, não-conformantes de gênero, gênero-diversas, gênero-atípicas, podendo ou não ser transgênero em sua identidade de gênero. No caso de pessoas transgênero, elas podem perceber ou se ver como não-conformantes de gênero, em situação de não conformidade antes de transição, mas pode não ser percebida como tal após a transição. Algumas pessoas intersexo também podem apresentar variância de gênero.
Se um homem que foi atribuído ao sexo masculino ao nascer, se comporta de maneira estereotipadamente feminina ou andrógina, subentende-se que essa inconformidade de gênero pertence a um indivíduo cisgênero. Da mesma forma, um indivíduo trans pode ser visto como em não conformidade de gênero simplesmente por ser transgênero.
Criatividade de gênero também é um termo usado com o mesmo significado, geralmente pela comunidade médica, especialmente na neurociência, e parental, para descrever crianças que apresentam desconformidade de gênero, como criativas de gênero ou gênero-criativos.

## Terminologia
Os termos variância de gênero e gênero variante são utilizados por estudiosos de psicologia, psiquiatria, antropologia, e estudos de gênero, bem como grupos de defesa de direitos de pessoas variantes ou inconformistas de gênero em si. O termo transgeneridade é deliberadamente amplo e polissêmico, abrangendo termos mais específicos como transexual, travesti, ou pessoa não-binária.
A palavra transgênero, normalmente, tem um significado mais estreito e um pouco de conotações diferentes, incluindo uma identificação que difere o gênero atribuído ao nascer. A GLAAD (antiga Aliança Gay e Lésbica Contra a Difamação) de Mídia Guia de Referência define transgênero como um "termo guarda-chuva para as pessoas cuja identidade de gênero ou expressão de gênero seja diferente do sexo que foi designado no nascimento".
Nem todos os variantes ou desconformes de gênero se identificam como transgênero, e nem todas as pessoas transgênero se identificam como gênero-variante — muitos se identificam simplesmente como homens ou mulheres. Identidade de gênero é um sentido interno de identidade em relação ao seu gênero; enquanto a maioria das pessoas têm uma identidade de gênero masculina ou feminina, a identidade de gênero para as outras pessoas é mais complexo do que o gênero binário. Além disso, a expressão de género é como alguém se expressa através do tido "masculino" e "feminino".
Não-conformismo não deve ser confundido com anticonformismo, pois anticonformista (anticonforme ou anticonformante) descreve atitude de oposição às normas estabelecidas, à moral vigente, às tradições convencionais.
Em relação aos prefixos -ia, -ismo e -idade, eles são usados permutavelmente nesse artigo. Ismos podem conotar comportamento, práticas, teorias ou movimentos, -ias condições e -(i)dades a qualidades e capacidades.

## Atipia de papéis de gênero
Um papel de gênero atípico é um papel do gênero composto de comportamentos de gênero normalmente não associados a uma norma cultural, advindos de um sistema de gênero. Os estereótipos dos papéis de gênero são socialmente modelos determinados que contêm as crenças culturais sobre o que os papéis de gênero devem ser. É o que a sociedade espera do gênero masculino e do gênero feminino a pensar, parecer e se comportar.

## Associação com a orientação sexual
As normas de gênero variam de país para país e de cultura, bem como em períodos históricos dentro das culturas. Por exemplo, em tribos de Pashtun no Afeganistão, homens adultos frequentemente dão as mãos, sem serem percebidos como gays, enquanto que no Ocidente este comportamento, na maioria das circunstâncias, pode ser visto como indício de um relacionamento homossexual. No entanto, em muitas culturas, comportamentos, tais como chorar, uma inclinação para cuidar e nutrir outras pessoas numa forma emocionalmente aberta, um interesse em tarefas domésticas diferente de cozinhar, e um excesso de autocuidado podem ser vistos como aspectos de gênero masculino não-conformante. Homens que apresentam tais tendências são, muitas vezes, estereotipados como gay. Estudos encontraram uma alta incidência de homens gays com autorrelato de variância de gênero na infância, tais como tendo pouco interesse no atletismo e uma preferência por brincar com bonecas. O mesmo estudo descobriu que as mães de homens gays lembram esse comportamento atípico de seus filhos com maior frequência do que as mães de filhos heterossexuais. Mas enquanto muitos homens gays ou bissexuais apresentam características tradicionalmente femininas, alguns deles não, e não é todo homem feminino que é h ou bissexual.
Para mulheres, inconformidade de gênero adulta é muitas vezes associada com a lesbicidade/lesbiandade/lesbianidade, devido às limitadas identidades das mulheres enfrentadas na idade adulta. Noções de mulheres heterossexuais, muitas vezes, requerem uma rejeição de atividades fisicamente exigentes, submissão social a uma figura masculina (marido ou namorado), um interesse em reprodução e a economia doméstica, com um interesse em fazer-se parecer mais atraente para os homens com roupa adequada, maquiagem, estilos de cabelo e formato de corpo. Uma rejeição de qualquer um destes fatores pode levar uma mulher a ser chamada de lésbica, independentemente de sua real orientação sexual, ou mesmo para um homem "pondo fora da lista" de potencial parceira romântica ou sexual, independentemente se ele realmente acredita que ela é lésbica.
Mulheres lésbicas e bissexuais, sendo menos preocupadas com a atração por homens, podem achar mais fácil rejeitar ideias tradicionais de feminilidade ou mulheridade, porque punição social para tal transgressão não é eficaz, ou pelo menos não são mais eficazes do que as consequências de ser abertamente gay ou bissexual em uma sociedade heteronormativa (que eles já vivenciam). Isso por conta de altos níveis de inconformidade de gênero autorrelatados por pessoas sáficas.
A teórica de gênero Judith Butler, em seu ensaio Atos Performativos e Constituição de Gênero: Um Ensaio de Fenomenologia e a Teoria Feminista, afirma: "Discrições de gênero são parte do que humaniza os indivíduos na cultura contemporânea, na verdade, aqueles que falham em seu género certo são regularmente punidos. Porque não há nem uma 'essência' que o gênero expressa ou exterioriza nem um objetivo ideal para qual género aspira". Butler argumenta que o género não é um aspecto inerente de identidade, afirmando, "...Pode tentar conciliar o gênero do corpo como o legado de atos sedimentados, em vez de um valor predeterminado ou estrutura impedida, a essência ou o fato, sejam naturais, culturais ou linguísticas".

## Vestibilidade
Entre os adultos, o uso de roupas femininas por homens é, muitas vezes, socialmente estigmatizado e fetichizado, ou visto como sexualmente anormal. No entanto, cross-dressing pode ser uma forma de expressão de gênero e não está necessariamente relacionada à atividade erótica, nem é indicativo da orientação sexual. Outros homens inconformantes de gênero preferem simplesmente modificar e dar estilo à roupa masculina como uma expressão de seu interesse, a aparência e a moda, como os metrossexuais.

## Práticas gênero-afirmativas
Práticas afirmativas de gênero reconhecem e apoiam a autoidentificação individual e a expressão única de gênero. Elas estão se tornando mais amplamente adotadas em campos de saúde física e mental em resposta a uma pesquisa mostrando que as práticas clínicas que incentivem as pessoas a aceitar que uma determinada identidade de gênero pode causar danos psicológicos. Em 2015, a Associação Americana de psicologia publicou diretrizes de práticas gênero-afirmativas para médicos que trabalham com pessoas transexuais e não-conformes ou inconformes de gênero. Preliminares de pesquisa sobre práticas gênero-afirmativas nas definições médicas e psicológicas tenham principalmente mostrado os resultados positivos do tratamento.
A investigação tem mostrado que jovens que recebem validação de gênero, o apoio de seus pais resultam em uma melhor saúde mental.
Práticas de afirmação de gênero enfatizam a saúde de gênero. Saúde de gênero é a capacidade de um indivíduo de identificar e expressar o gênero que se sente mais confortável, sem medo de rejeição. Tais práticas são informadas pelas seguintes premissas:
- variância de gênero não é um distúrbio psicológico ou uma doença mental
- expressões de gênero variam entre culturas
- expressões de gênero são diversas e podem não ser binárias
- desenvolvimento de gênero é afetado por fatores biológicos, de desenvolvimento e fatores culturais
- se patologia ocorrer, é mais frequentemente a partir de reações culturais, em vez de partir de dentro do indivíduo